# قرار مجلس الأمن التابع للأمم المتحدة رقم 1179
قرار مجلس الأمن التابع للأمم المتحدة رقم 1179، المتخذ بالإجماع في 29 حزيران / يونيو 1998، بعد إعادة التأكيد على جميع القرارات السابقة بشأن الحالة في قبرص، ناقش المجلس محاولات حل النزاع السياسي الطويل الأمد.
دعا مجلس الأمن جميع الدول إلى احترام سيادة جمهورية قبرص وسلامتها الإقليمية والامتناع عن الأعمال التي من شأنها الإضرار بهذا أو تقسيم الجزيرة أو السعي إلى الاتحاد مع دولة أخرى. كما أعرب المجلس عن قلقه من أن المفاوضات بين قبرص وشمال قبرص لم تحرز بعد أي تقدم ملموس على الرغم من دعم الأمم المتحدة.
وأكد القرار من جديد الموقف القائل بأن الوضع الراهن غير مقبول وأنه يجب تسوية الوضع على أساس دولة واحدة في قبرص مع مجتمعين متساويين سياسيًا في اتحاد ثنائي الطائفتين ومنطقتين دون انفصال أو اتحاد مع بلد آخر. ورحب بعزم الأمين العام كوفي عنان استكشاف إمكانيات جديدة من شأنها أن تؤدي إلى زخم جديد في عملية المفاوضات. ودُعي الجانب القبرصي التركي على وجه الخصوص إلى الالتزام بهذه العملية، في حين تم حث الطرفين على التعاون مع الأمين العام من أجل استئناف الحوار.
وأخيراً، صدرت تعليمات إلى كوفي عنان بتقديم تقرير عن الحالة في الجزيرة بحلول 10 كانون الأول / ديسمبر 1998.

## روابط خارجية
- نص القرار في undocs.org